# 南越谷駅

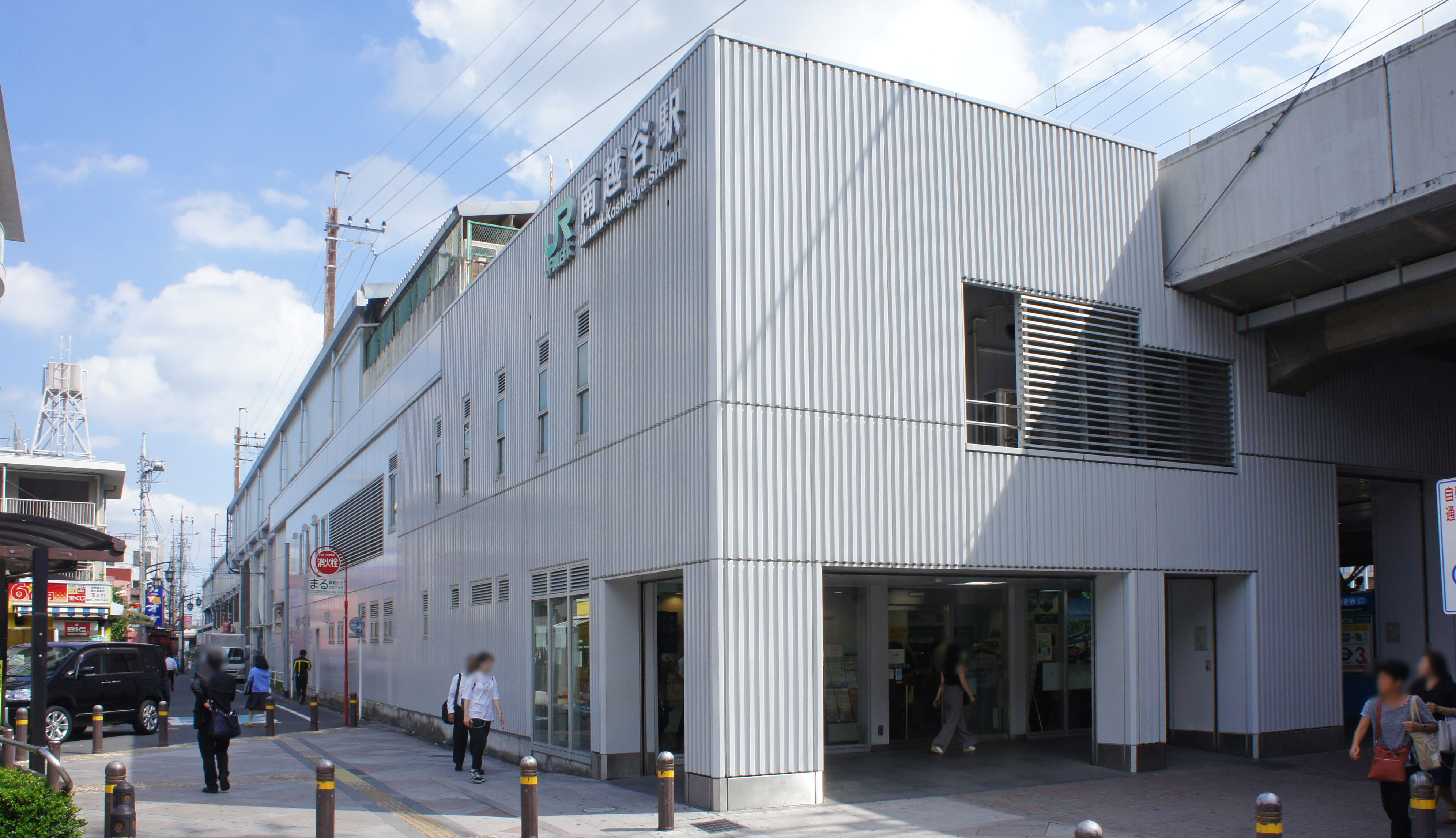
北口（2019年9月）

南越谷駅（みなみこしがやえき）は、埼玉県越谷市南越谷一丁目にある、東日本旅客鉄道（JR東日本）武蔵野線の駅。駅番号はJM 22。

## 歴史
- 1973年（昭和48年）4月1日：日本国有鉄道（国鉄）の駅として開業[2]。開業当初に自動改集札機が試験設置された12駅の一つ。
- 1974年（昭和49年）7月23日：東武伊勢崎線新越谷駅が開業し、乗換駅となる[1]。
- 1987年（昭和62年）4月1日：国鉄分割民営化に伴い、東日本旅客鉄道（JR東日本）の駅となる[2]。
- 2001年（平成13年）11月18日：ICカード「Suica」の利用が可能となる[広報 1]。
- 2009年（平成21年）頃：改札階と2番線ホーム階を結ぶエレベーターを新設。
- 2011年（平成23年）
  - 4月：駅改修工事を開始[4][5]。
  - 9月15日：北口を閉鎖。
- 2012年（平成24年）
  - 4月14日：改札階と1番線ホーム階を結ぶエレベーターを新設[4]。
  - 5月8日：トイレを中2階から改札階に移設する[4]。
  - 9月11日：駅事務室を改修し、券売機とみどりの窓口を移設[4]。
  - 11月2日：改札機を西側に移設し、コンコースを拡張[4]。
- 2013年（平成25年）
  - 2月19日：1番線ホームから中2階への下りエスカレーターを新設[4]。
  - 6月：多機能トイレを新設[4]。
  - 8月23日：改札階と中2階を結ぶエスカレーターを2台に増設[4]。
- 2014年（平成26年）2月：駅改修工事が完了[5]。
- 2021年（令和3年）3月20日：ICカード専用改札口を新設[6]。
- 2022年（令和4年）7月23日：話せる指定席券売機を導入し、みどりの窓口が臨時窓口化[3][7]。

## 駅構造
相対式ホーム2面2線を有する高架駅。駅本屋の建設は住友建設（現：三井住友建設）が施工した。
直営駅で、東川口駅と越谷レイクタウン駅を管理する。
1番線の越谷レイクタウン方の出発信号機は、府中本町駅 - 当駅間が不通になった場合に西船橋方面から1番線に到着した列車が折り返すために使われる。
越谷レイクタウン方に越谷貨物ターミナル駅構内扱いの折り返し線が2線あり、電車の夜間留置に使用されている。

### 改修工事
2011年4月から2014年2月まで、バリアフリー化・店舗の新設・改札機の移設等を主な内容とする駅改修工事が実施された。
開業以来、当駅は南口と北口が個別にあったが、北口駅前は歩車分離のない公道となっており、さらに段差が生じていた。これを解消するため、2011年9月15日をもって従来の北口は閉鎖され、その代替として、駅西側の南北自由通路が東側に拡張された。改修工事終了後は、南北自由通路の南側を南口、北側を北口と称するよう変更されている。
ホームの案内サインは、開業時から武蔵野線独自のものが設置されていたが、改良工事の進捗に合わせて2012年末にJR東日本様式のLED式の案内サインに置き換え、駅名標は改良工事前に置き換えられた。
2012年11月2日には改札機が西側に移設されたことに伴い、コンコースが拡張された。駅出入口も西側に移設され、新越谷駅との間にあった上屋が増設された。併せて、高架柱の耐震補強工事も行われた。

### のりば
| 番線 | 路線     | 方向 | 行先                                             |
| ---- | -------- | ---- | ------------------------------------------------ |
| 1    | 武蔵野線 | 上り | 南浦和・北朝霞・西国分寺・府中本町方面           |
| 2    | 武蔵野線 | 下り | 越谷レイクタウン・新松戸・西船橋・舞浜・東京方面 |

（出典：JR東日本:駅構内図）

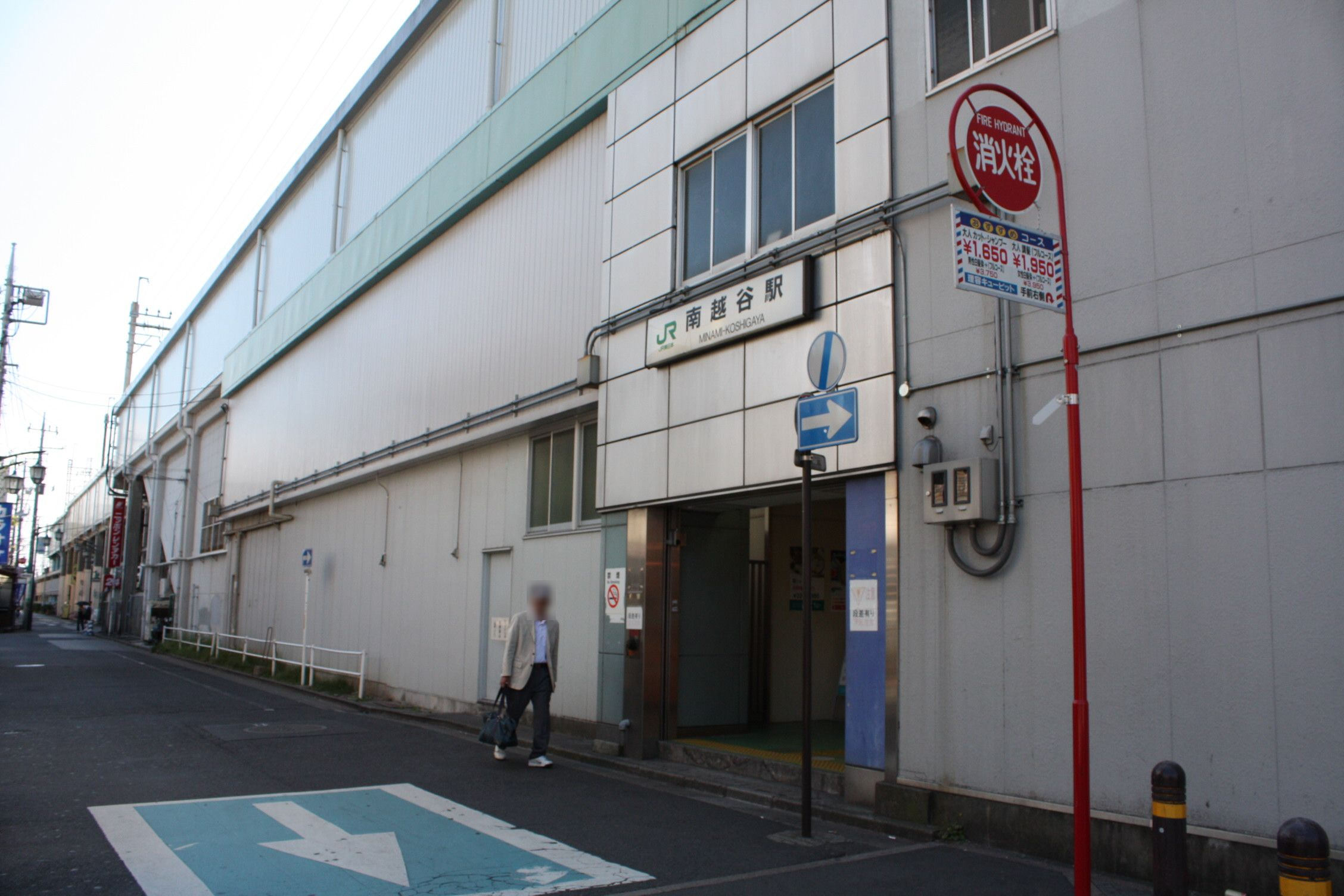
改修前の北口（2009年9月）
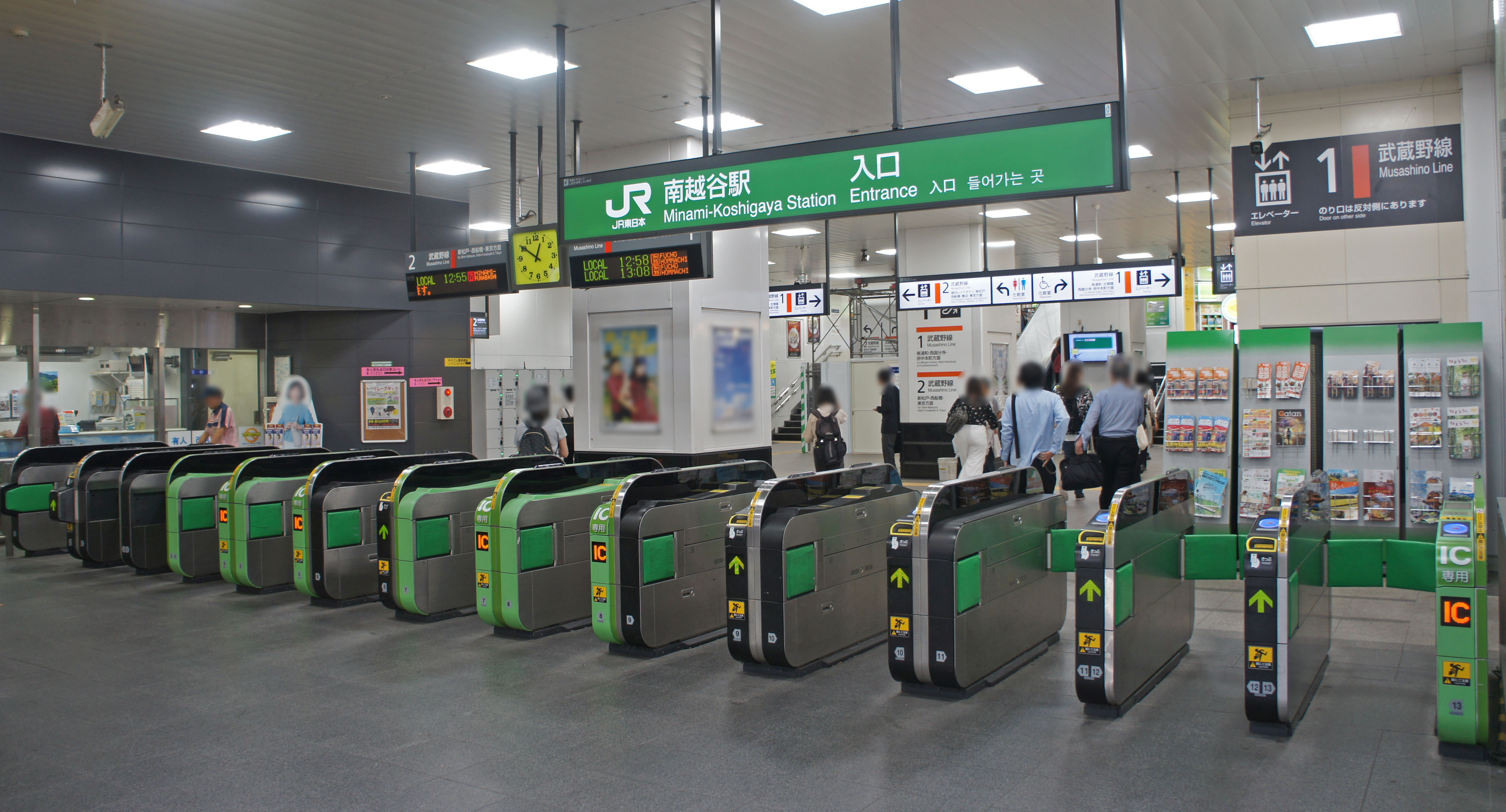
改札口（2019年9月）
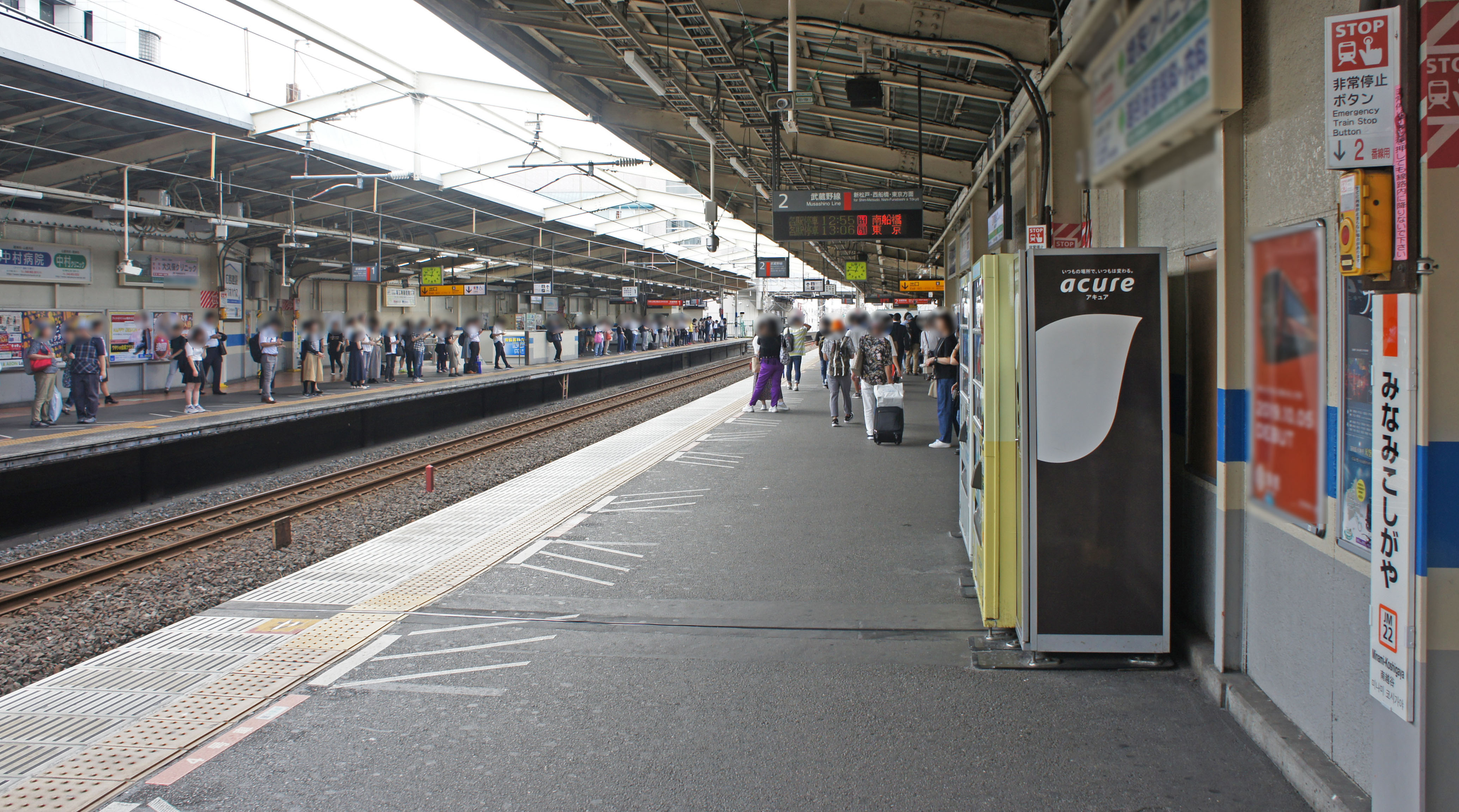
ホーム（2019年9月）

### 発車メロディ
当駅では、阿波踊りの囃子の一つである「ぞめき」をアレンジしたものが発車メロディとして使用されている。これは市内で開催される「南越谷阿波踊り」のPRとして2014年に越谷市が企画したもので、1番線では徳島県の阿波踊りグループ「阿呆連」による演奏をシンセサイザーで再現したバージョン、2番線では笛のパートを電子音に置き換えたバージョンを使用している。メロディはスイッチの制作で、編曲は福嶋尚哉が手掛けた。
当初はイベントの開催期間に合わせて夏季限定で使用しており、それ以外の期間は従来のテイチク制作の汎用メロディを使用していたが、2023年7月27日からは通年で使用されている。
| 1 | JM | 阿波踊り verA |
| 2 | JM | 阿波踊り verB |

## 駅構内設備
- みどりの窓口（臨時窓口）
- 指定席券売機（話せる指定席券売機を併設）
- 自動改札機
- エスカレーター（改札内1階と中2階間に2基、中2階とホーム間に4基）
- エレベーター（改札内1階とホーム間に2基）
- 点字運賃表
- コインロッカー
- ビューアルッテ
  - 駅改装工事に伴い一時閉鎖されていたが、工事終了後に改めて設置された。

### 駅構内の店舗
- コンビニエンスストア（NewDays・ファミリーマート）
- 飲食店（ちよだ鮨・そば処 味の里）
- Hearth Brown（山崎製パンのパン製造・小売店）

## 利用状況
2023年度（令和5年度）の1日平均乗車人員は70,123人である。武蔵野線内では西船橋駅に次ぐ第2位。埼玉県に所在するJRの駅では大宮駅、浦和駅、川口駅に次ぐ第4位で、JR東日本の駅では桜木町駅に次いで第57位である。
開業以降より、乗車人員は増加傾向が続いている。特に1984年度（昭和59年度）から1992年度（平成4年度）にかけては急激に増加し、1992年度（平成4年度）に乗車人員が5万人を越えた。それ以降も近年に至るまで緩やかに増加している。

### 年度別1日平均乗車人員（1973年 - 2000年）
開業以降の1日平均乗車人員の推移は下表の通りである。年度全体の乗車人員を365（閏日が入る年度は366）で除して1日平均乗車人員を求めており、計算で生じた小数点以下の値は切り捨てているため、定期外と定期の和は必ずしも合計と一致しない。
| 年度               | 1日平均 乗車人員 | 出典             |
| ------------------ | ---------------- | ---------------- |
| 1973年（昭和48年） | 2,546            |                  |
| 1974年（昭和49年） | 6,309            |                  |
| 1975年（昭和50年） | 10,464           |                  |
| 1976年（昭和51年） | 12,810           |                  |
| 1977年（昭和52年） | 14,276           |                  |
| 1978年（昭和53年） | 15,438           |                  |
| 1979年（昭和54年） | 18,314           |                  |
| 1980年（昭和55年） | 18,779           |                  |
| 1981年（昭和56年） | 20,124           |                  |
| 1982年（昭和57年） | 15,097           |                  |
| 1983年（昭和58年） | 22,152           |                  |
| 1984年（昭和59年） | 23,445           |                  |
| 1985年（昭和60年） | 26,144           |                  |
| 1986年（昭和61年） | 29,324           |                  |
| 1987年（昭和62年） | 33,414           |                  |
| 1988年（昭和63年） | 37,962           |                  |
| 1989年（平成元年） | 41,793           |                  |
| 1990年（平成02年） | 46,267           |                  |
| 1991年（平成03年） | 49,053           |                  |
| 1992年（平成04年） | 51,881           |                  |
| 1993年（平成05年） | 52,893           |                  |
| 1994年（平成06年） | 53,242           |                  |
| 1995年（平成07年） | 53,151           |                  |
| 1996年（平成08年） | 53,314           |                  |
| 1997年（平成09年） | 54,384           |                  |
| 1998年（平成10年） | 55,441           |                  |
| 1999年（平成11年） | 55,856           | [ 埼玉県統計 1 ] |
| 2000年（平成12年） | 57,535           | [ 埼玉県統計 2 ] |

### 年度別1日平均乗車人員（2001年以降）
| 年度               | 1日平均乗車人員 | 1日平均乗車人員 | 1日平均乗車人員 | 出典              |
| 年度               | 定期外          | 定期            | 合計            | 出典              |
| ------------------ | --------------- | --------------- | --------------- | ----------------- |
| 2001年（平成13年） | 19,640          | 38,859          | 58,500          | [ 埼玉県統計 3 ]  |
| 2002年（平成14年） | 20,071          | 39,034          | 59,106          | [ 埼玉県統計 4 ]  |
| 2003年（平成15年） | 20,730          | 39,610          | 60,341          | [ 埼玉県統計 5 ]  |
| 2004年（平成16年） | 20,732          | 40,131          | 60,864          | [ 埼玉県統計 6 ]  |
| 2005年（平成17年） | 20,883          | 39,828          | 60,712          | [ 埼玉県統計 7 ]  |
| 2006年（平成18年） | 21,001          | 40,159          | 61,161          | [ 埼玉県統計 8 ]  |
| 2007年（平成19年） | 21,261          | 41,185          | 62,446          | [ 埼玉県統計 9 ]  |
| 2008年（平成20年） | 23,005          | 41,630          | 64,636          | [ 埼玉県統計 10 ] |
| 2009年（平成21年） | 23,112          | 42,269          | 65,382          | [ 埼玉県統計 11 ] |
| 2010年（平成22年） | 22,763          | 42,977          | 65,740          | [ 埼玉県統計 12 ] |
| 2011年（平成23年） | 23,499          | 43,614          | 67,114          | [ 埼玉県統計 13 ] |
| 2012年（平成24年） | 24,303          | 44,352          | 68,656          | [ 埼玉県統計 14 ] |
| 2013年（平成25年） | 24,723          | 46,094          | 70,818          | [ 埼玉県統計 15 ] |
| 2014年（平成26年） | 25,118          | 45,858          | 70,976          | [ 埼玉県統計 16 ] |
| 2015年（平成27年） | 25,922          | 47,362          | 73,285          | [ 埼玉県統計 17 ] |
| 2016年（平成28年） | 26,075          | 48,115          | 74,191          | [ 埼玉県統計 18 ] |
| 2017年（平成29年） | 26,514          | 48,747          | 75,262          | [ 埼玉県統計 19 ] |
| 2018年（平成30年） | 26,718          | 49,044          | 75,762          | [ 埼玉県統計 20 ] |
| 2019年（令和元年） | 26,159          | 49,231          | 75,390          | [ 埼玉県統計 21 ] |
| 2020年（令和02年） | 17,414          | 38,940          | 56,354          |                   |
| 2021年（令和03年） | 20,777          | 42,364          | 63,141          |                   |
| 2022年（令和04年） | 23,441          | 44,374          | 67,815          |                   |
| 2023年（令和05年） | 25,019          | 45,104          | 70,123          |                   |

### 備考
1. ↑  1973年4月1日に開業。開業日から翌年3月31日までの365日間を集計したデータ。
2. ↑  1974年7月23日に東武伊勢崎線新越谷駅が開業。乗換駅となる。

## 駅周辺

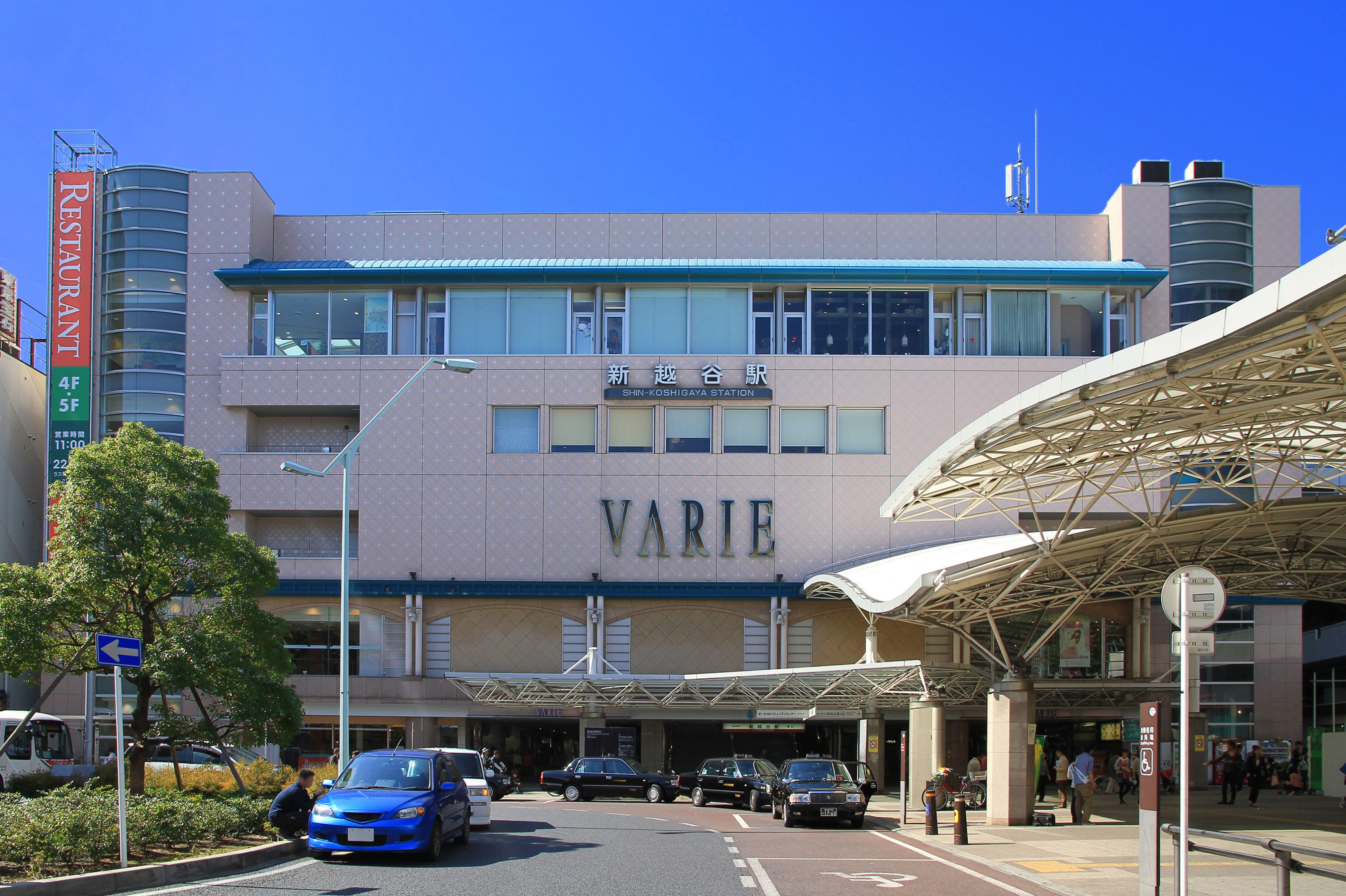
乗換駅である新越谷駅（東口）

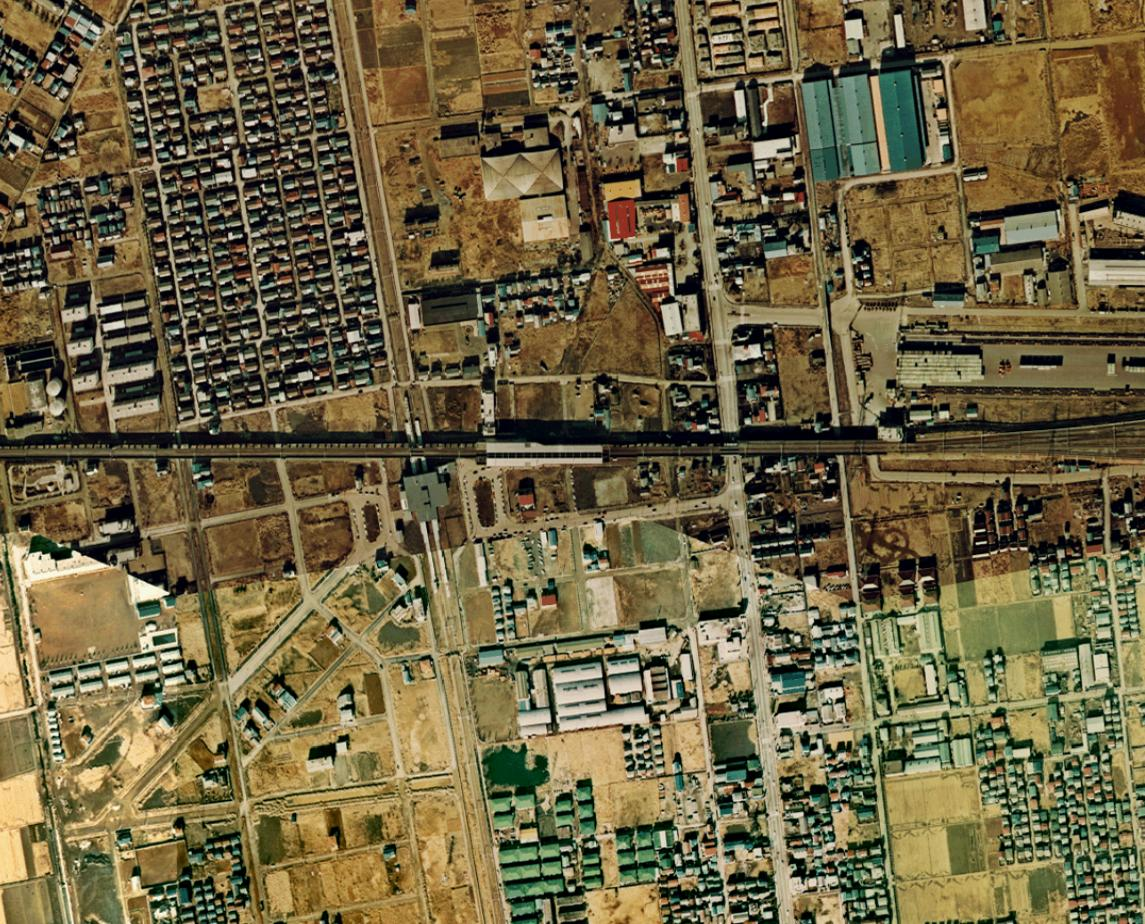
南越谷駅付近空中写真（1974年撮影 国土画像情報オルソ化空中写真（国土交通省）より） 開業1年後の様子。北口ロータリーはまだ造成されていない。

### 乗換駅
新越谷駅（東武鉄道伊勢崎線〈東武スカイツリーライン〉）駅番号はTS 20。 - 屋根付きの連絡通路があり、定期券のみ連絡運輸を行っている。

### 行政
- 越谷市役所南部出張所
- 越谷コミュニティセンター
- 越谷市立図書館南部図書室
- 越谷警察署南越谷駅前交番
- 越谷・松伏水道企業団南部浄水場
- サンシティ
  - イオン南越谷店（旧ダイエー）
  - 越谷市民ホール
- 日本年金機構越谷年金相談センター

### 金融機関など
- 新越谷郵便局
- 南越谷郵便局
- 越谷柳田郵便局
- 越谷登戸郵便局
- 埼玉りそな銀行南越谷支店
- 常陽銀行越谷支店
- 群馬銀行越谷支店
- 川口信用金庫南越谷支店
- いちよし証券越谷支店

### 主な商業施設
- ヴァリエ（駅ビル）
- イオン南越谷店（越谷サンシティ内）

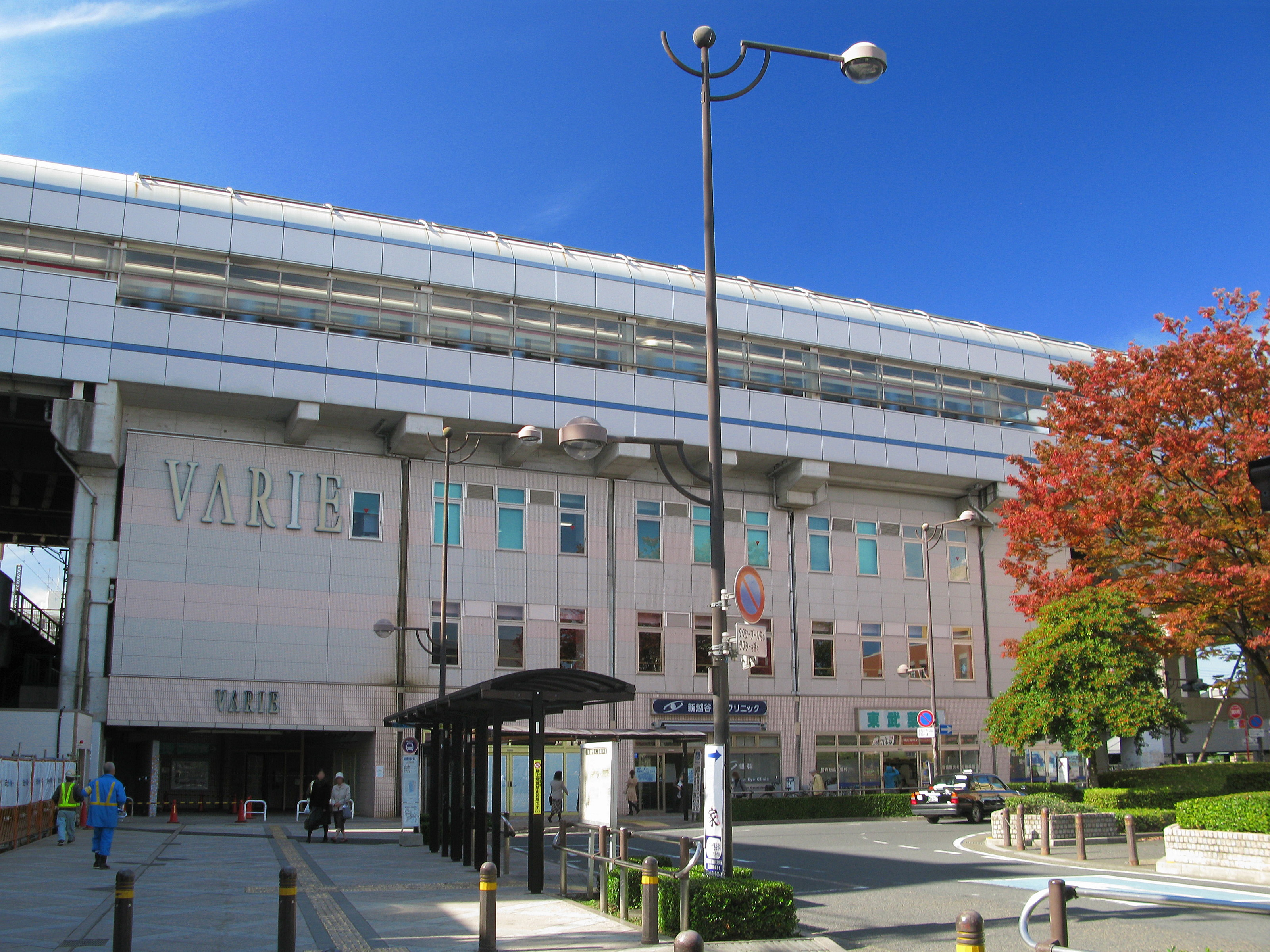
ヴァリエ（プラザ館）

- ピアシティ（フードスクエアカスミ 南越谷店
- コアーズビル
- 南越谷ラクーン
- ベルクス 南越谷店
- ベルク 越谷西方店

#### 企業
- ポラス本社

### 医療機関
- 獨協医科大学埼玉医療センター（旧・獨協医科大学越谷病院）

### 団地
- 越谷流通団地
- 明徳団地
- 第二明徳団地

### 学校など
- 埼玉東萌短期大学
- CAD製図専門学校
- 武蔵野星城高等学校
- 興学社高等学院
- 越谷市立富士中学校
- 越谷市立南越谷小学校
- 登戸保育園
- ひだまり保育園
- 越谷わかば幼稚園
- 萩原第二幼稚園

### その他
- 越谷貨物ターミナル駅
- 越谷市科学技術体験センターミラクル

## バス路線

### 北口
「南越谷北口」停留所が設置されており、朝日自動車が運行する路線バスが発着する。
- 南越01：越谷市立図書館前
- 南越02：花田
- 南越03：越谷駅東口
- 南越04：花田第四公園入口

### 南口
「南越谷南口」停留所が設置されており、朝日自動車やジャパンタローズが運行する路線バスが発着する。
1番のりば（朝日自動車）
- 越谷ハートフルクリニック / 越谷南体育館 / 草加東高校 / ひのき荘

2番のりば（ジャパンタローズ）
- 1・2：東埼玉テクノポリス
- 3：松伏ターミナル / 増林公園（越谷市斎場）

その他
国際興業バスの新越谷駅西口 - 越谷駅西口 - 東川口駅北口では南越谷駅としても扱っている。

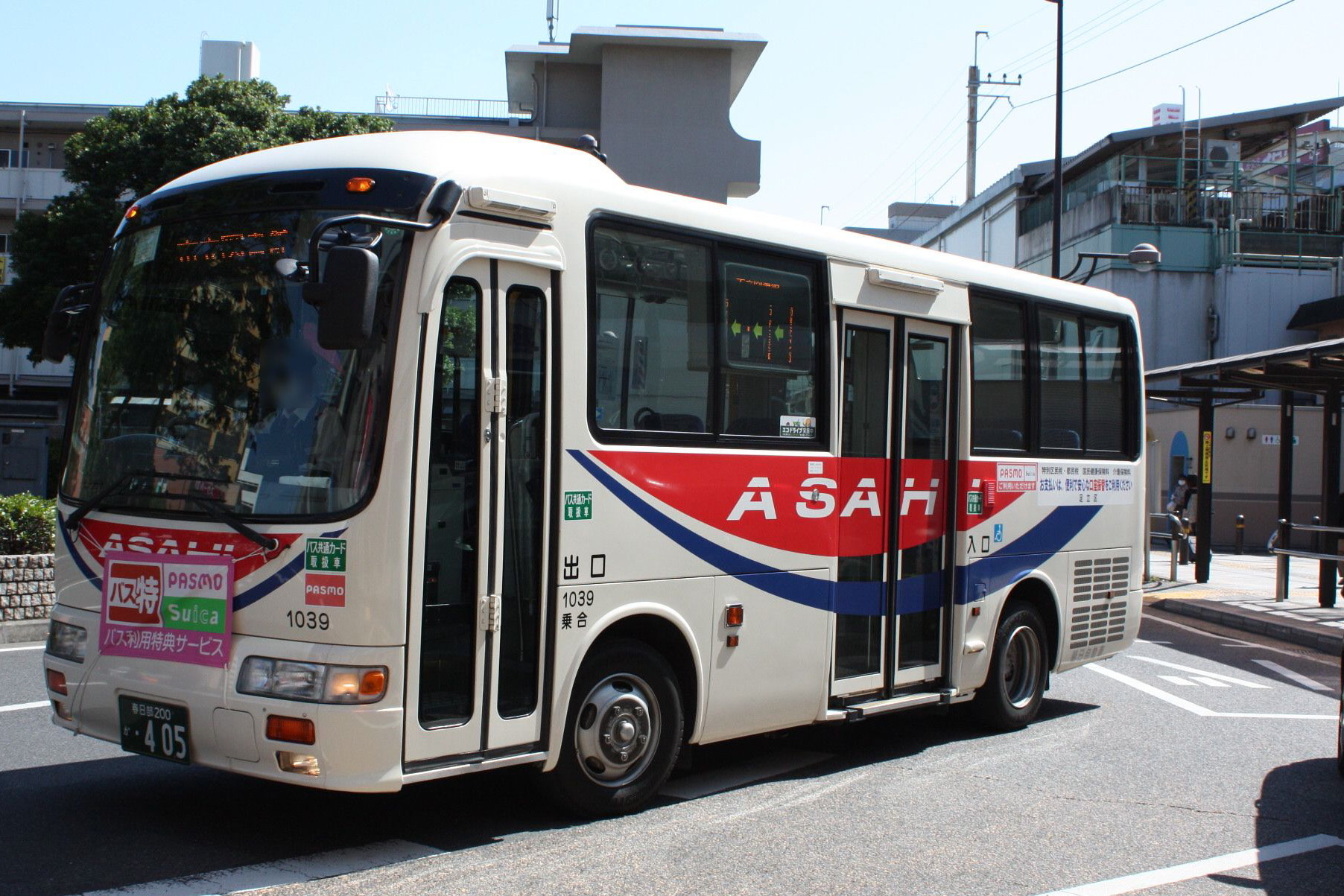
北口を発車する朝日自動車のバス（越谷市立図書館行）
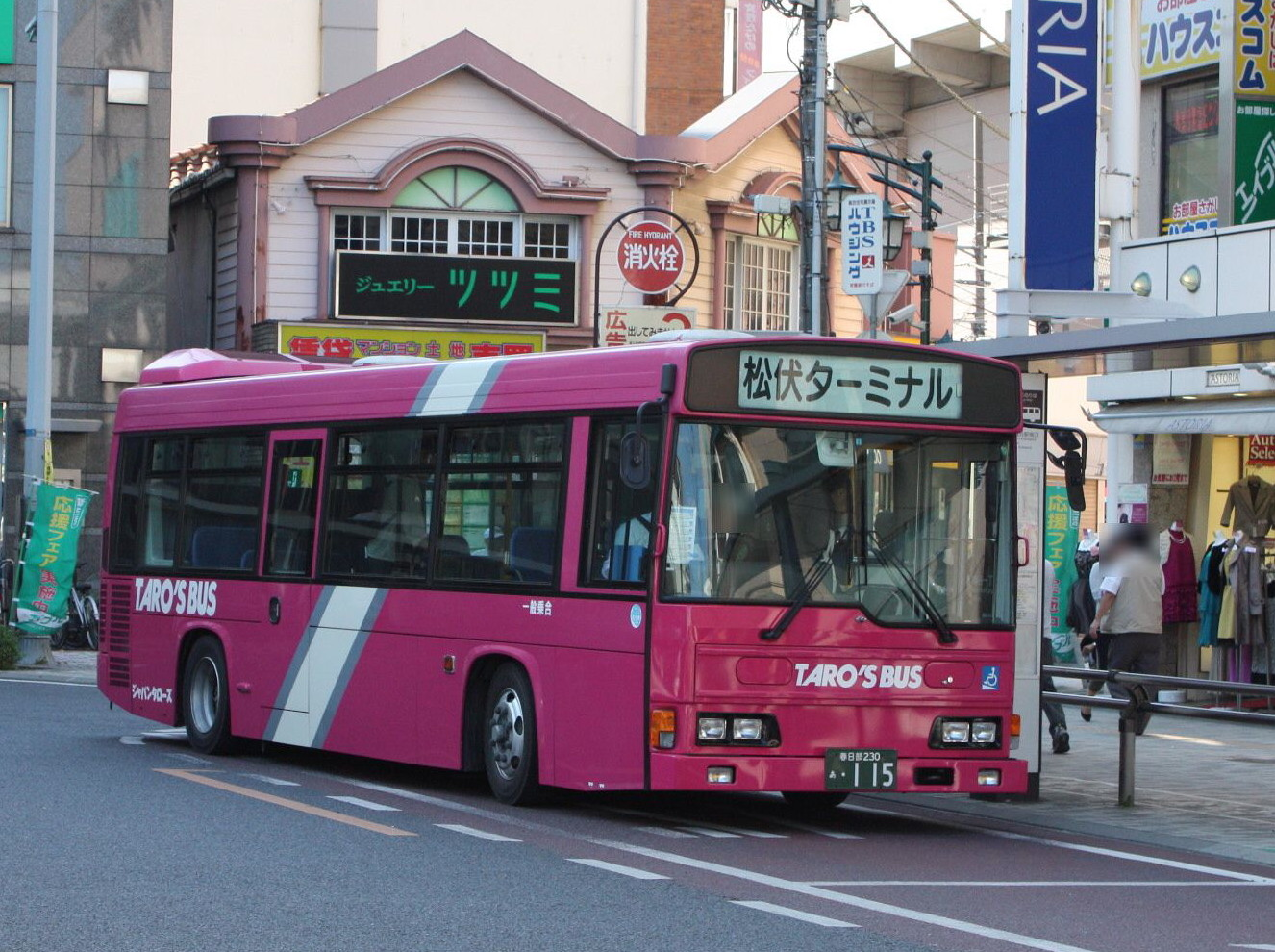
南口に停車するジャパンタローズのバス（松伏ターミナル行）

## 隣の駅
東日本旅客鉄道（JR東日本）
 武蔵野線
越谷レイクタウン駅 (JM 21) - （越谷貨物ターミナル駅）- 南越谷駅 (JM 22) - 東川口駅 (JM 23)
- 越谷貨物ターミナル駅は日本貨物鉄道（JR貨物）の貨物駅である。旅客駅ではないため、JR東日本としては信号場と同等の扱いとなる。
- 特急「鎌倉」停車駅

### 記事本文